# Musée Renoir

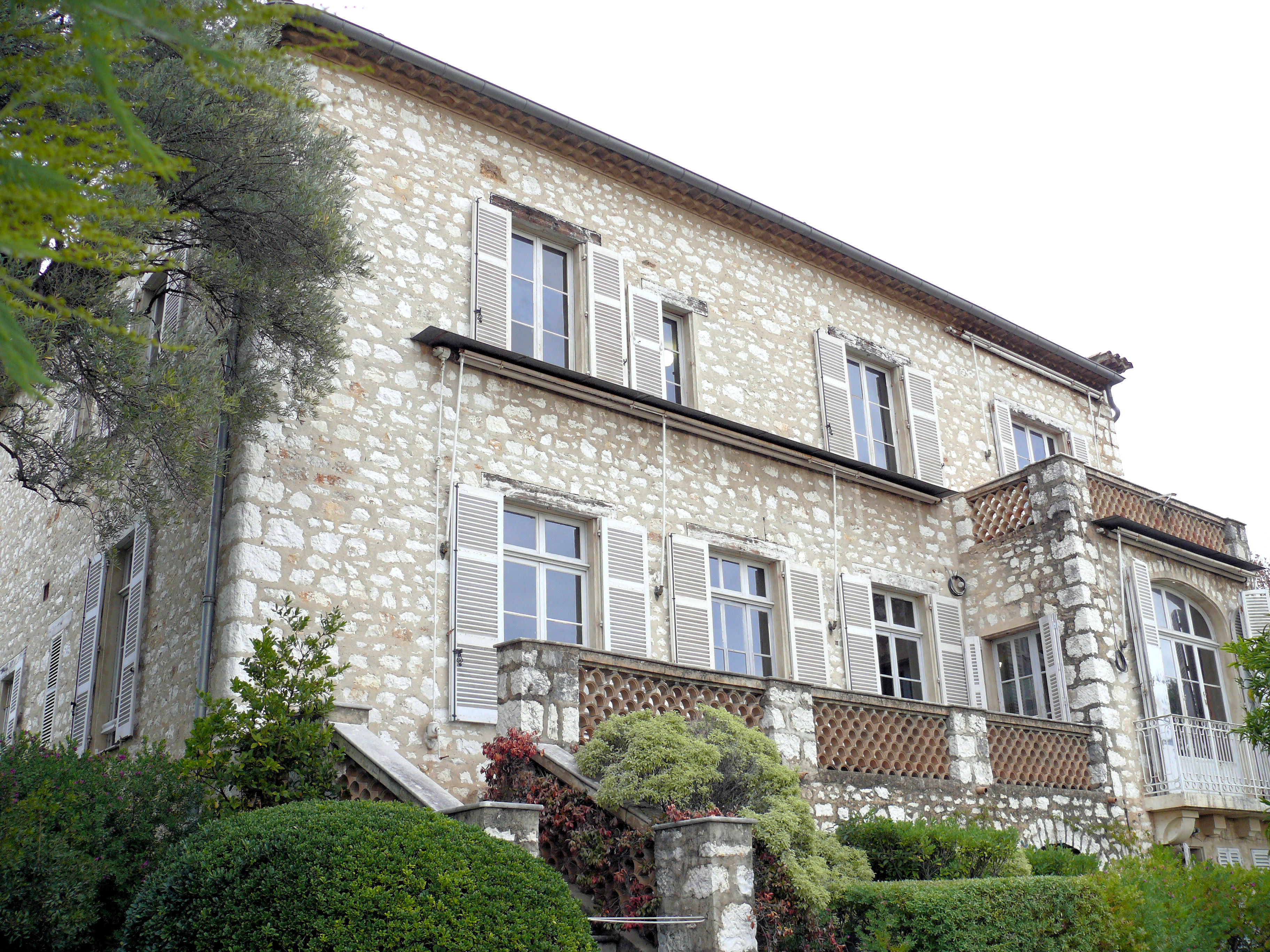
Musée Renoir, Cagner-sur-Mer

Het Musée Renoir is een museum gewijd aan het werk van de impressionistische kunstschilder Pierre-Auguste Renoir in de Franse plaats Cagnes-sur-Mer aan de Côte d'Azur.
In 1908 vestigde Renoir zich met zijn familie in Les Collettes in Cagnes-sur-Mer. Het huis beschikte over een groot atelier. Diverse kunstschilders zoals Albert André, Rodin, Pierre Bonnard en Henri Matisse kwamen hier op bezoek.
Na zijn dood werd dit huis het Musée Renoir. Tegenwoordig zijn er 11 originele werken van Renoir te zien. Ook zijn er enkele persoonlijke bezittingen aanwezig. Het beschikt ook over een tuin.